# Свети Николай (Моласи)
„Свети Николай“ (на гръцки: Αγίου Νικολάου) е възрожденска православна църква, разположена в село Моласи (Диалекто), Костурско, Гърция. Църквата е част от Сисанийската и Сятищка епархия.

## Местоположение
Църквата е гробищен храм, разположена на хълм малко на север извън селото.

## История
Построена е в 1874 година върху основите на стар храм.